# Вроцлавский фонтан

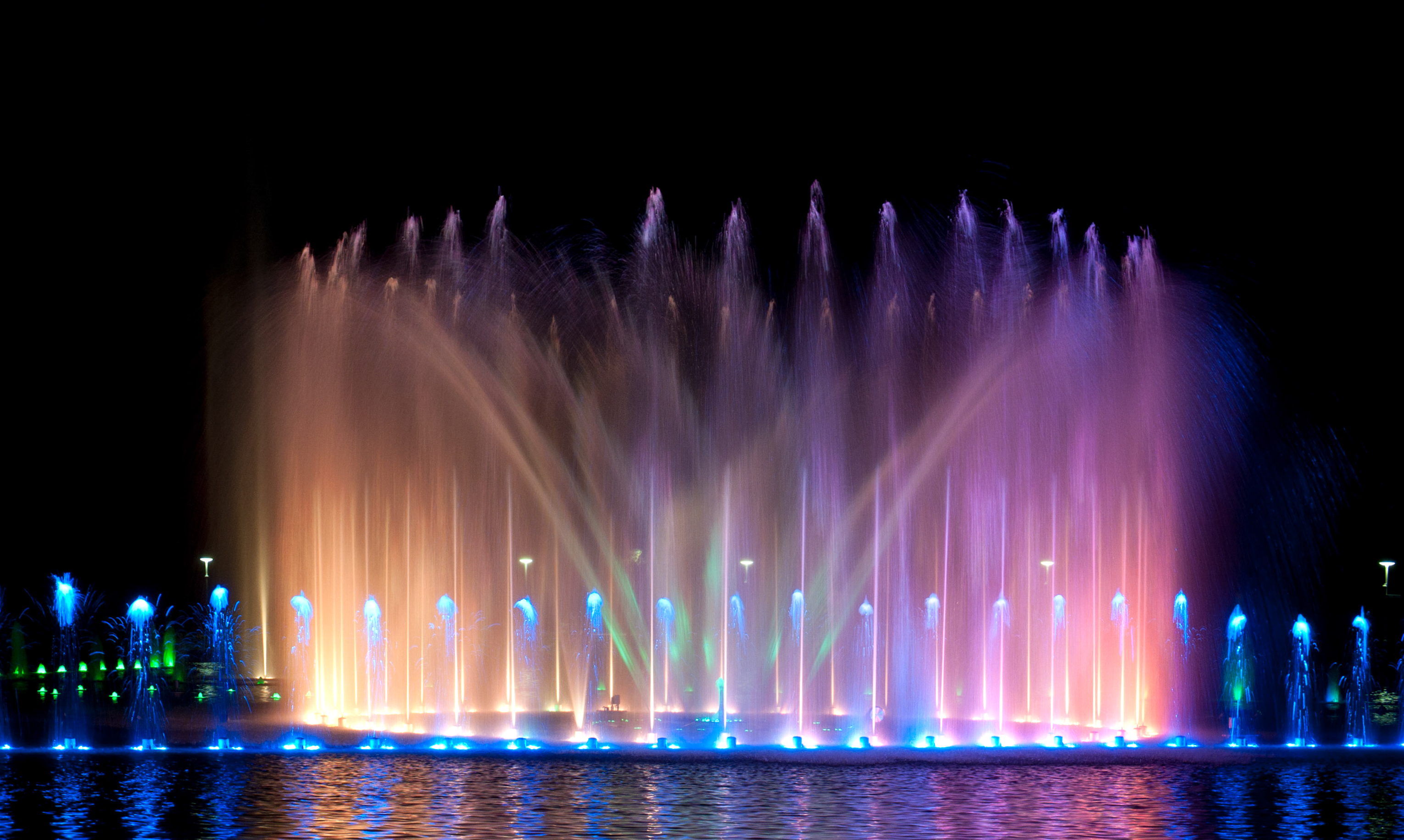
Фонтан ночью

Вроцлавский фонтан (пол. Wrocławska Fontanna) — музыкальный фонтан, находящийся во Вроцлаве около Зала Столетия. Находится на выставочных территориях, имеющих историческую и культурную ценность. Фонтан считается самым большим в Польше.

## Описание

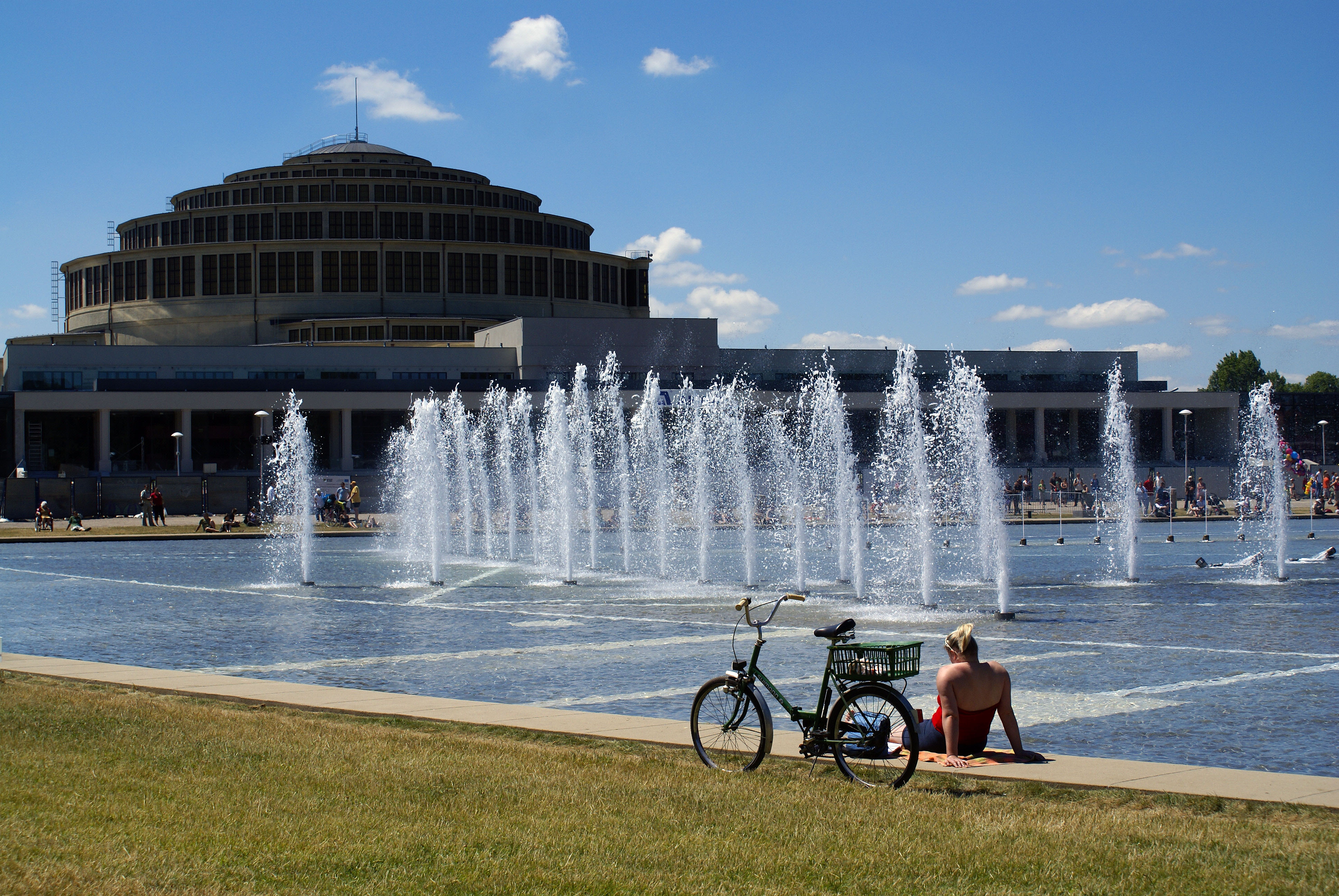

Открытие фонтана состоялось 4 июня 2009 года. Он имеет площадь около 1 гектара. В бассейне размером 115x108 метров установлены 300 кранов различных размеров, типов и форм, которые под давлением выбрасывают воду на высоту 40 метров. Фонтан впечатляет и в течение дня, однако эффектнее ночные шоу. Фонтан освещается ночью восьмьюстами разноцветными огнями.
Фонтан работает с марта по октябрь. В зимнее время его бассейн используется в качестве ледяного катка.